# Deutsche Einband-Meisterschaft 2019/20

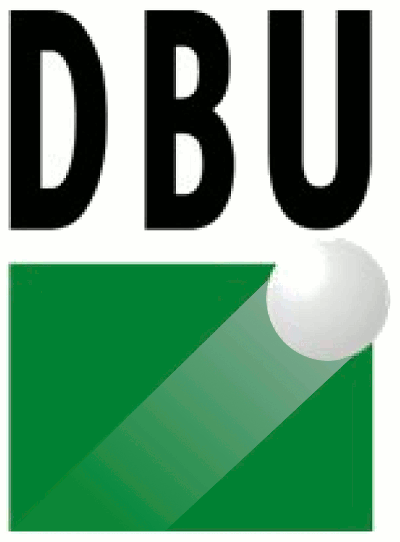
Verbandslogo: DBU

Veranstaltungsort: Bad Wildungen

Die Deutsche Einband-Meisterschaft 2018/19 ist eine Billard-Turnierserie und fand vom 7. bis zum 8. November 2018 in Bad Wildungen zum 65. Mal statt.

## Geschichte
Sven Daske gewann seinen vierten DM-Titel im Einband. Zu verdanken hatte er den Sieg aber auch Manuel Orttmann, der durch einen 100:89-Sieg in 26 Aufnahmen Thomas Wildförster seine einzige Niederlage zufügte. Das waren für Wildförster zwei Aufnahmen zu viel um seinen sechsten Titel zu erringen. Platz drei belegte Carsten Lässig mit dem besten Generaldurchschnitt (GD) des Turniers.

Die kompletten Ergebnisse stammen aus eigenen Unterlagen und er österreichischen Billardzeitung Billard.

## Modus
Gespielt wurde im Round Robin-Modus bis 100 Punkte.
Die Endplatzierung ergab sich aus folgenden Kriterien:
1. Matchpunkte (MP)
2. Generaldurchschnitt (GD)
3. Bester Einzeldurchschnitt (BED)
4. Höchstserie (HS)

## Teilnehmer (alphabetisch)
1. Sven Daske (SCB Langendamm), Titelverteidiger
2. Carsten Lässig (BG Coesfeld)
3. Manuel Orttmann (Erfurt)
4. Arnd Riedel (BG Hamburg)
5. Dieter Steinberger (BC Kempten)
6. Thomas Wildförster (BC Hilden)

## Abschlusstabelle
| Klassement                | Klassement         | Klassement | Klassement | Klassement | Klassement | Klassement | Klassement | Klassement | Klassement |
| Platz                     | Name               | MP         | Pkt.       | Aufn.      | GD         | BED        | HS         |            |            |
| ------------------------- | ------------------ | ---------- | ---------- | ---------- | ---------- | ---------- | ---------- | ---------- | ---------- |
| 1                         | Sven Daske         | 8:2        | 469        | 104        | 4,50       | 6,25       | 36         |            |            |
| 2                         | Thomas Wildförster | 8:2        | 489        | 110        | 4,44       | 6,25       | 30         |            |            |
| 3                         | Carsten Lässig     | 4:6        | 418        | 85         | 4,91       | 6,66       | 33         |            |            |
| 4                         | Dieter Steinberger | 4:6        | 423        | 100        | 4,23       | 8,33       | 48         |            |            |
| 5                         | Arnd Riedel        | 4:6        | 380        | 92         | 4,13       | 7,14       | 45         |            |            |
| 6                         | Manuel Orttmann    | 2:8        | 386        | 101        | 3,84       | 3,82       | 26         |            |            |
| Turnierdurchschnitt: 4,33 |                    |            |            |            |            |            |            |            |            |